# Menahem Stern

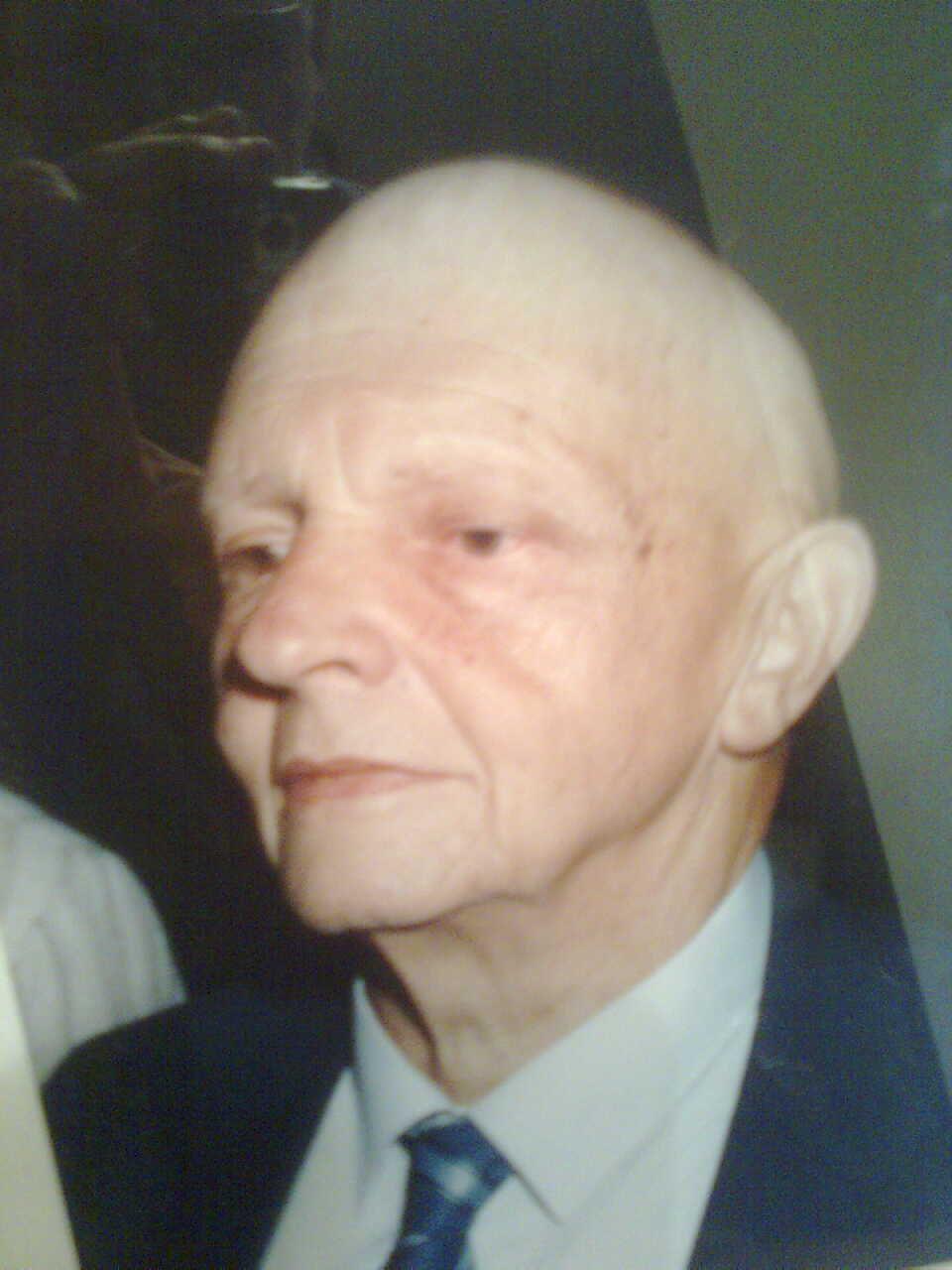
Menahem Stern (1988)

Menahem Stern (* 5. März 1925 in Białystok; † 22. Juni 1989 in Jerusalem) war ein russisch-israelischer Klassischer Philologe und Althistoriker.

## Leben
Sein Vater stammte aus der Misnaged-Strömung des Judentums in Litauen, seine Mutter kam aus einer chassidischen Familie. Stern kam mit seiner Familie 1938 über Wien nach Palästina. Er besuchte die Schule in Haifa und Tel Aviv (Abschluss 1942), besuchte ein Jahr einen Kibbutz und studierte dann Geschichte und Altphilologie an der Hebräischen Universität in Jerusalem mit dem Master-Abschluss 1952. Er heiratete 1952, war zweieinhalb Jahre in Oxford und promovierte 1960 in Jerusalem. Im selben Jahr wurde er Lecturer für jüdische Geschichte, 1964 Senior Lecturer, 1966 Associate Professor und 1971 Professor. Er wurde 1989 von zwei Palästinensern während der Intifada erstochen, als er in Jerusalem auf dem Weg zur Universität war.
Er befasste sich mit der Geschichte Israels in der Zeit des Zweiten Tempels. In Fortsetzung der Arbeiten von Yohanan Lewy gab er die Texte griechischer und lateinischer Autoren über das Judentum in vorchristlicher Zeit heraus. Er setzte auch die Arbeit von Victor Tcherikover bei der Herausgabe ägyptischer Papyri zum Judentum (mit Alexander Fuks) fort.
1977 erhielt er den Israel-Preis. Seit 1979 war er Mitglied in der Israelischen Akademie der Wissenschaften. Er war Präsident der israelischen historischen Gesellschaft, die seit 1993 jährlich in seinem Andenken zu Menahem Stern Lectures einlädt (veröffentlicht bei Brandeis University Press).

## Schriften
- The Great Families of the Period of the Second Temple, 1959
- The Documentation of the Maccabee Rebellion, 1965
- (Hrsg.): Greek and Latin authors on Jews and Judaism, Jerusalem: Israel Academy of Sciences and Humanities, mehrere Bände, 1976 bis 1984
- Studies in the History of the People of Israel in the Period of the Second Temple,  1991
- The Reign of Herod, 1992
- Hasmonean Judea in the Hellenistic World: Chapters in Political History, 1995